# ぼくのそばにおいでよ (曲)
「ぼくのそばにおいでよ」 (COME TO MY BEDSIDE) は、1969年10月10日に発売された加藤和彦のソロ名義による3枚目のシングル。アメリカのシンガーソングライター、エリック・アンダーソンの楽曲を日本語でカバーしたものである。

## 解説
原曲の「COME TO MY BEDSIDE」はアメリカのシンガーソングライター、エリック・アンダーソンが1964年に発表した楽曲で、自身の1枚目のアルバム『TODAY IS THE HIGHWAY』（1965年）にも収録された。日本では日高仁による訳詞版がフォーク系のミュージシャンなどに取り上げられ、ザ・フォーク・クルセダーズもこの曲をレパートリーとして1968年10月の「フォークル さよならコンサート」（アルバム発売：1969年2月、キャピトル CPC-8003）でも歌われた。加藤はフォークル解散後もこの曲をステージで取り上げ、初のソロ・アルバム『ぼくのそばにおいでよ』にもカントリー風の編曲で収録している。当シングルはアルバムと同じヴァージョンで、演奏および編曲面で加藤の人脈による「加藤和彦と彼のグループ」名義のミュージシャンが参加している（パーソネルを参照）。一方、カップリング曲の「アーサーのブティック」は詞を松山猛が手がけているが、加藤によれば、これはSF小説からインスパイアされたもので、タイトルのアーサーとは人名ではなく、地球を意味する「EARTHER」を指しているという。なお、この曲もアルバムと同ヴァージョンで、サウンド面では編曲を手がけたクニ河内により三味線やバンジョー、マンドリン、ブラス・セクションなどが使用されている。

## アートワーク
カバーには上半身裸の加藤の写真が使用されている。アルバム『ぼくのそばにおいでよ』にも同じフォト・セッションの写真が用いられたが、後年加藤は「裸になればいいってものじゃない、若い。」と語っている。なお、カバー表には以下のキャッチコピーが記されている。

## 収録曲 / パーソネル
パーソネルと収録時間はオリジナル・シングルレコードの表記による。SIDE Bのパーソネルは不明。

### SIDE  A
1. ぼくのそばにおいでよ (COME TO MY BEDSIDE)  –  (3:58)
作詞/作曲：エリック・アンダーソン、訳詞：日高仁、編曲：加藤和彦と彼のグループ
加藤和彦 - ヴォーカル、ギター
遠藤俊雄 - ペダルスティール・ギター
谷野ひとし - ベース
つのだひろ - ドラムス
藤田秀雄 - ピアノ

### SIDE B
1. アーサーのブティック (ARTHER'S BOUTIQUE)  –  (5:37)
作詞：松山猛、作曲：加藤和彦、編曲：クニ河内

## ライブ
「ぼくのそばにおいでよ」には加藤の合同コンサート出演時の音源が存在する。
- 1969年8月29日、渋谷公会堂「実況録音のためのカレッジ・ポップス・コンサート」※アルバム「カレッジ・ポップス・コンサート」（1970年、東芝音楽工業 EP-7730）収録。なお、ここで加藤は一部歌詞を変えて歌っている。

## カバー
「COME TO MY BEDSIDE」には他にもいくつかの日本語カバーが存在する。タイトルに異同があるが、いずれも日高仁の訳詞を用いている。
- 中川五郎「恋人よベッドのそばにおいで」※収録アルバム『六文銭・中川五郎』（1969年4月、URC URL-1002）
- 高石ともや「おいで僕のベッドに」※収録アルバム『坊や大きくならないで 高石ともやフォーク・アルバム第3集』（1969年6月、ビクター SJV-405）
- 岡林信康「カム・トゥ・マイ・ベッド・サイド」※収録アルバム『私を断罪せよ』（1969年8月、URC URL-1007）
- 小室等「おいでよぼくのベッドに」※収録アルバム『長い夢』（1980年1月、フォーライフ FLL-5039）
- 泉谷しげる「COME TO MY BEDSIDE」※収録アルバム『全身全霊〜Life to Soul』（1996年7月、ビクター VICL-791）
- チェリッシュ「愛のメロディ（Come to my Bedside)」※収録アルバム『ひまわりの小径』（1972年、ビクター SF-1027）